# ДЭТ-250
ДЭТ-250М2 — марка трактора, выпускаемого Челябинским тракторным заводом с 1957 по 2015 годы. Аббревиатура ДЭТ-250 означает Дизель-Электрический Трактор тягового класса 250 кН. Первый в СССР трактор с электрической трансмиссией. Первый в СССР энергонасыщенный промышленный трактор.
Трактор предназначен для работы бульдозером и рыхлителем (в едином бульдозерно-рыхлительном агрегате). Кроме того, трактор может нести оборудование ямобура, буро-крановой машины (для установки железобетонных опор ЛЭП), траншейного экскаватора. Электрическая трансмиссия, состоящая из коллекторного генератора смешанного возбуждения и коллекторного двигателя независимого возбуждения, обеспечивает хорошие тяговые характеристики, высокую скорость при малых нагрузках и упрощает процесс управления трактором. Дизель трактора, вращающий тяговый генератор — 12-цилиндровый V-образный, модели В-31М2 (развитие танкового двигателя В-2), мощностью 323 лошадиные силы.
К особенностям трактора относится эжекционное охлаждение двигателя (используется энергия выхлопных газов). Это решение также позаимствовано у танков.
По сравнению с другими советскими тракторами ДЭТ-250М2 отличается повышенным комфортом рабочего места машиниста.
Трактор используется также на железных дорогах для работы в восстановительных поездах.
Впервые был показан широкой публике на демонстрации трудящихся 1 мая 1957 года, пройдя по улицам Челябинска в колонне работников ЧТЗ.
Является единственным в мире (наряду с ДЭТ-320 и ДЭТ-400) трактором с электромеханической трансмиссией. Это объясняется тем, что производители тракторов в США и Японии уже в 1950-е годы отдавали предпочтение гидромеханической трансмиссии. В то же время, применение механической трансмиссии для трактора мощностью 200 л.с. и выше было признано нецелесообразным. Поэтому пришлось применять на тракторе электромеханическую трансмиссию, что обусловило ряд особенностей трактора: сниженную массу (31 тонна против 42 тонн у трактора Т-330 аналогичного тягового класса, но с гидромеханической трансмиссией), низкий КПД, необходимость применения сложной системы охлаждения электрических машин. В то же время, при эксплуатации трактора в холодных климатических зонах России электромеханическая трансмиссия имеет преимущества перед гидромеханической.
До появления трактора Т-330 трактор ДЭТ-250 был единственным в СССР тяжелым промышленным трактором. Широко применялся на крупных советских стройках.
Две основных электромашины трактора — силовой генератор и тяговый электродвигатель (ТЭД), обе машины коллекторные. Также на генераторе установлен возбудитель. Генератор приводится от дизеля через одноступенчатый цилиндрический редуктор, двигатель приводит ведущие колёса через главный редуктор, планетарные механизмы поворота и бортовые редукторы. Основное возбуждение на генератор подаётся от батареи через реостат, связанный с педалью газа. Возбудитель служит для усиления возбуждения ТЭД при больших нагрузках: в обмотку возбудителя отводится часть тока тягового двигателя, но встречно ему включена часть аккумуляторной батареи напряжением 6-7 вольт, также последовательно в эту цепь возбуждения возбудителя включен диод. Если напряжение батареи больше напряжения, создаваемой тяговым током, то результирующее напряжение меньше нуля и диод закрыт, тока в обмотке возбудителя нет. Если тяговый ток более 340 А, то создаваемое им падение напряжения больше 7 В, диод открывается, появляется ток возбуждения возбудителя и выработанный возбудителем ток подаётся в специальную обмотку возбуждения ТЭД, поток которой действует согласно с потоком основной обмотки. Результирующий поток Ф растёт и согласно формуле M = СФI растёт крутящий момент двигателя.